# فاديم ديميدوف
فاديم ديميدوف (بالنرويجية البوكمول: Vadim Demidov)‏ (10 أكتوبر 1986 لاتفيا - ) هو لاعب كرة قدم نرويجي، يلعب كمدافع.

## وصلات خارجية
- فاديم ديميدوف على موقع IMDb (الإنجليزية)

فاديم ديميدوف على موقع اتحاد النرويج (النرويجية)
- فاديم ديميدوف على موقع الدوري الأمريكي (الإنجليزية)
- فاديم ديميدوف على موقع قاعدة بيانات كرة القدم.إي يو (الإنجليزية)
- فاديم ديميدوف على موقع ناشيونال فوتبول تيمز (الإنجليزية)
- فاديم ديميدوف على موقع Soccerway.com (الإنجليزية)
- فاديم ديميدوف على موقع عالم كرة القدم.نت (الإنجليزية)
- فاديم ديميدوف على موقع AS.com (الإسبانية)